# Ny-Ålesund
Ny-Ålesund é uma antiga povoação mineira de carvão, com uma população permanente de 30 a 35 habitantes, chegando no verão a comportar 120 pessoas. Atualmente, muitos dos moradores trabalham em estações de pesquisa, pertencentes a vários países.
Está situada em King's Bay (Kongsfjorden) em Spitsbergen, uma ilha pertencente ao arquipélago ártico de Svalbard, na Noruega. 

Tem a particularidade de ser segundo o Guiness Book of Records a localidade mais setentrional do mundo (latitude 78º55'N), embora existam localidades mais setentrionais com características semelhantes, como Alert, na Ilha Ellesmere, Canadá.

## História
Ny-Ålesund foi fundada em 1916 como uma comunidade mineira de carvão pela empresa The Northern Exploration Company. A mineração foi encerrada em 1963.[2] Em 1948, o local tornou-se uma importante estação de pesquisa internacional, quando 12 países assinaram um acordo para estabelecer uma base científica concentrada na pesquisa polar.[1]
Atualmente, há pesquisas sendo realizadas principalmente nas áreas de geologia, geofísica, hidrologia, glaciologia, microbiologia, meteorologia e astronomia.[2] Durante o verão, a população da vila cresce para aproximadamente 30 a 40 pessoas, enquanto no inverno são aproximadamente 5 residentes permanentes.[3]

## Clima
Devido sua localização no Círculo Polar Ártico, Ny-Ålesund tem um clima polar, com invernos muito frios e verões amenos. As temperaturas médias de janeiro, o mês mais frio, variam entre -15°C a -20°C. Já em julho, mês mais quente, ficam entre 5°C a 10°C.[4] No inverno há longos períodos de escuridão polar e as poucas horas de luz solar ficam abaixo do horizonte.[5]

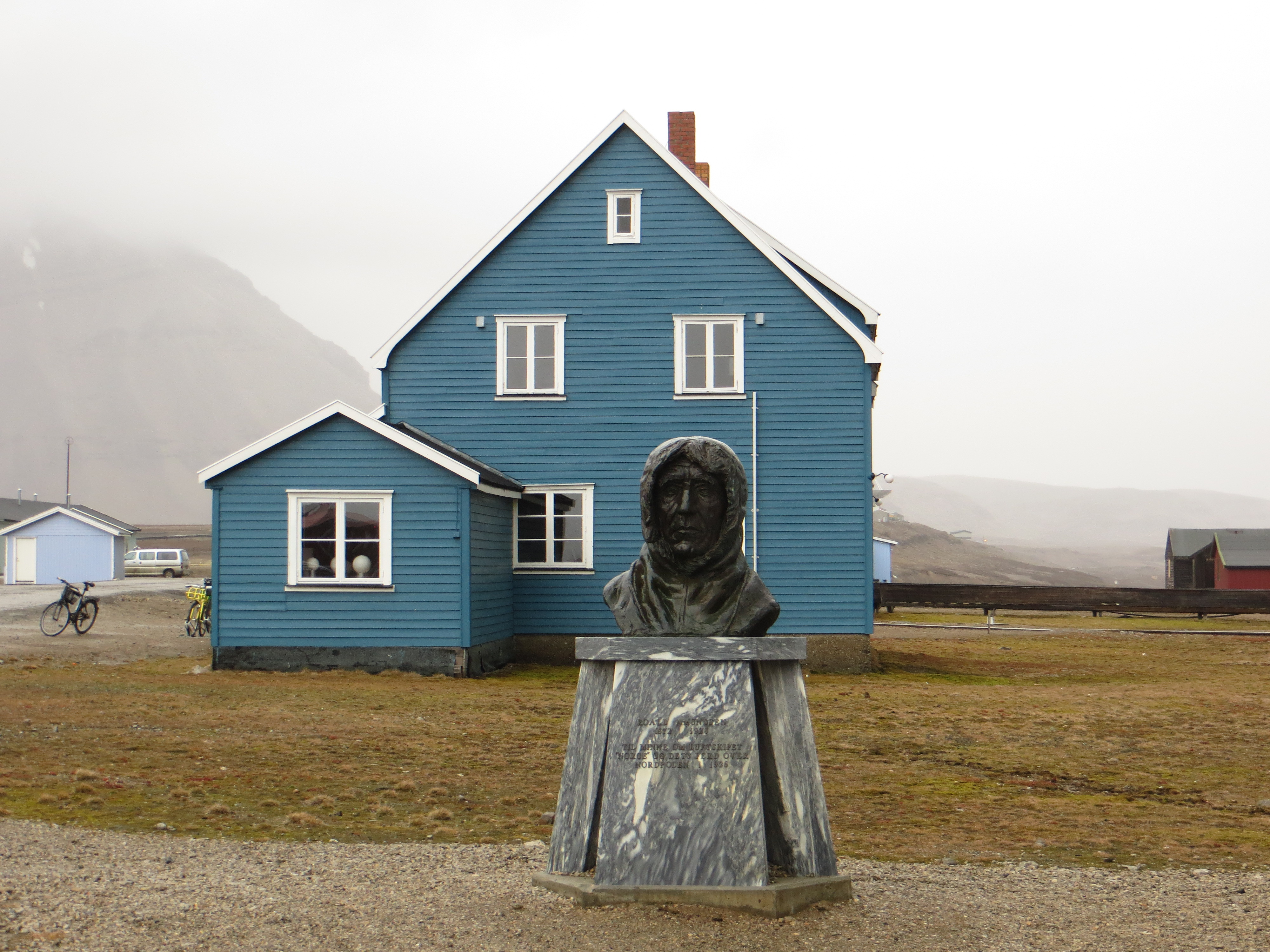
Estátua que homenageia o maior explorador norueguês - Roald Amundsen

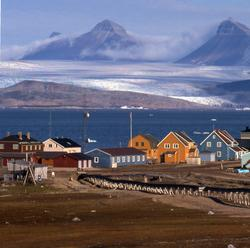
Ny Ålesund no verão